# Attaques israéliennes contre le Yémen (Depuis mai 2025)
Le 5 mai 2025, Israël a lancé une série de frappes aériennes contre le mouvement Houthi au Yémen, en réponse à une attaque de missiles balistiques houthis sur l'aéroport Ben Gourion la veille. Parmi les cibles figurait l'aéroport international de Sanaa, qui a été bombardé et détruit avec plusieurs avions par l'armée de l'air israélienne le 6 mai,. La marine israélienne a rejoint la campagne plus tard en juin.

## Contexte
Après la fin du cessez-le-feu de mars 2025 avec des attaques surprises israéliennes sur la bande de Gaza, les Houthis ont repris leurs attaques contre Israël avec des missiles balistiques. Après l'interception de 26 missiles, le 4 mai 2025, un missile balistique s'est écrasé près de l'aéroport Ben Gourion, provoquant l'annulation de nombreux vols. En conséquence, les avions de l'armée de l'air israélienne ont attaqué le port d'Al-Hodeïda le lendemain avec des dizaines de munitions.

## Chronologie des attaques

### Mai 2025
Le 5 mai, plus de 30 avions de l’armée de l’air israélienne ont attaqué neuf cibles Houthies en utilisant environ 50 munitions. Parmi les cibles de l'attaque figurait l'usine de ciment d'al-Imran, à l'est d'Al-Hodeïda. Des rapports en provenance du Yémen indiquent qu'il y a eu des morts et des blessés dans l'usine de ciment. Les médias liés aux Houthis ont rapporté que quatre personnes ont été tuées et 42 autres blessées. Selon une source de sécurité israélienne : « Nous avons détruit le port de Hodeidah et les usines de béton qui étaient utilisées pour la fabrication d'armes. »,. Bien que les Houthis aient condamné l'attaque comme un raid conjoint d'« agression américano-israélienne », les États-Unis ont nié toute implication.
Le 6 mai, les forces israéliennes ont pris pour cible l'aéroport international de Sanaa, le neutralisant en frappant la piste, la base aérienne d'al-Dailami, le hall des départs et trois avions civils. L'armée israélienne a affirmé que les Houthis utilisaient l'aéroport pour « transférer des armes ». Elle a également frappé des centrales électriques à Sanaa, affirmant qu'elles constituaient une « infrastructure d'approvisionnement en électricité importante » pour les Houthis. Selon les médias liés aux Houthis, trois personnes ont été tuées et 38 autres ont été blessées. Trois avions appartenant à Yemenia auraient également été détruits au sol. Selon le directeur de l'aéroport, Khaled al-Shaief, « environ 500 millions de dollars de pertes ont été causées par l'agression israélienne » sur l'aéroport.
Le 11 mai, le ministère de l’Intérieur houthi a rapporté qu’Israël avait frappé les ports de Ras Isa, Hodeidah et Salif après avoir ordonné aux habitants de partir. Les médias détenus par les Houthis ont cependant nié toute attaque israélienne contre les ports yéménites.
Le 16 mai, 15 avions de combat israéliens ont bombardé les infrastructures des ports de Hodeidah et de Salif, contrôlés par les Houthis, en larguant 30 munitions, affirmant qu'elles étaient « utilisées pour le transfert d'armes » et reflétaient « l'exploitation cynique des infrastructures civiles par le régime terroriste houthi pour faire avancer le terrorisme ». Israël a également averti qu'il ciblerait le chef Houthi Abdul-Malik al-Houthi si les attaques houthistes contre Israël persistaient. Selon les autorités Houthies, au moins une personne a été tuée et neuf autres ont été blessées par l'attaque.
Le 28 mai, les forces israéliennes ont bombardé l'aéroport international de Sanaa et détruit le dernier avion appartenant à la compagnie aérienne nationale, Yemenia, affirmant qu'il était utilisé par les Houthis. Yemenia a déclaré que l'avion devait transporter des pèlerins musulmans au Hajj (pèlerinage vers la Mecque pour les musulmans) en Arabie saoudite et a annoncé la suspension temporaire des vols à destination et en provenance de l'aéroport de Sanaa,.

### Juin 2025
Dans la matinée du 10 juin, la marine israélienne a lancé sa première opération contre les Houthis, ciblant le port de Hodeidah à l'aide de deux navires de guerre, dont un Sa'ar 6. Selon Reuters, un responsable militaire israélien a décrit l'opération comme « une frappe unique à longue portée menée à des centaines de kilomètres de distance » qui a nécessité une planification importante. La chaîne al-Masirah, détenue par les Houthis, a signalé deux frappes de missiles distinctes touchant deux quais du port de la ville, mais aucune victime n'a été signalée,. Israël a ensuite assumé la responsabilité des attaques, les justifiant en affirmant que les Houthis utilisaient le port pour transférer des armes. Les autorités ont estimé que le port, qui joue un rôle clé pour l’aide humanitaire entrant dans le pays, serait rendu inutilisable pendant environ un mois.
Le 14 juin, au milieu des frappes israéliennes de juin 2025 contre l'Iran, l'armée de l'air israélienne a lancé une attaque contre une réunion de hauts responsables houthis dans un complexe résidentiel à Sanaa, dans le but d'assassiner le chef d'état-major militaire houthi, Muhammad al-Ghamari,. Selon Al-Hadath, le président du Conseil politique suprême, Mahdi al-Mashat, était présent à la réunion. Les Houthis ont refusé de commenter l'attaque mais ont affirmé que « nous n'avons pas peur d'être pris pour cible » et que « chaque dirigeant est remplacé par mille dirigeants ». Les résultats de la frappe sont actuellement inconnus.

### Juillet 2025
Le 6 juillet, le navire de commerce Galaxy Leader, aux mains des Houthis depuis novembre 2023, est attaqué par Israël. Les Houthis auraient installé à bord un système radar utilisé pour suivre les navires dans l'espace maritime international.

## Conséquences
Après les attaques, Benjamin Netanyahu et le ministre israélien de la Défense Israel Katz ont averti que le groupe subirait davantage de frappes et de « coups durs » de la part du pays s'ils ne cessaient pas leurs attaques, Katz affirmant que Téhéran, la capitale de l'Iran, pays qui finance le groupe, serait également ciblée. Les Houthis ont rejeté ces allégations, les qualifiant de « preuve supplémentaire de la faillite d'Israël ».
Avant les déclarations de Katz et Netanyahu la veille, les Houthis avaient annoncé qu'ils continueraient à cibler les navires du pays, malgré le souhait d'Oman de liberté de navigation en mer Rouge lors du cessez-le-feu des attaques américaines au Yémen, à moins qu'Israël ne commence à envoyer de l'aide humanitaire à la bande de Gaza.